# Тарлаково
Тарлаково (рос. Тарлаково) — присілок в Конаковському районі Тверської області Російської Федерації.
Населення становить 56 осіб. Входить до складу муніципального утворення Ручйовське сільське поселення.

## Історія
Від 2005 року входить до складу муніципального утворення Ручйовське сільське поселення.

## Населення
| 1859 | 1887 | 2002 | 2010 |
| ---- | ---- | ---- | ---- |
| 545  | ↗648 | ↘61  | ↘56  |